# Kosmos 2441
Kosmos 2441, ruski elektrooptički izviđački satelit iz programa Kosmos. Vrste je Persona (Persona br. 1). 
Lansiran je 26. srpnja 2008. godine u 18:31 s kozmodroma Pljesecka s mjesta 43/4. Lansiran je u nisku orbitu oko planeta Zemlje raketom nosačem Sojuz-2.1b 11A14B. Orbita mu je 714 km u perigeju i 732 km u apogeju. Orbitne inklinacije je 98,31°. Spacetrackov kataloški broj je 38101. COSPARova oznaka je 2012-012-A. Zemlju obilazi u 99,25 minuta. 
Mase je veće od 7000 kg. Napaja se iz razmjestivih solarnih panela i baterija.
Iz misije je blok-I 14S54 vratio se u atmosferu.

## Vanjske poveznice
- N2YO.com Search Satellite Database (engl.)
- Celes Trak SATCAT Format Documentation (engl.)
- Kunstman  Arhivirana inačica izvorne stranice od 12. kolovoza 2019. (Wayback Machine) Satellites in Orbit (engl.)